# صفوح النعماني
صفُّوح عزت النعماني (1926 - 2016)، مصور فوتوغرافي وسينمائي سعودي ولد عام 1926 ونشأ في العاصمة اللبنانيّة بيروت. بدأ هاويًا للتصوير الفوتوغرافي في عام 1941. وتعمّق في مهنة التصوير بعد انتهاء الحرب العالمية الثانية، لينتج عمله الأول في الصحافة "بيروت في الليل". أراد النعماني من خلال أعماله وبرغبة ملحة منه، في إيصال مفهومه عن الماضي إلى فهم طبيعة الحياة العابرة، والحفاظ على قيمة وقت ثمين قد مضى.
يعتبر "صفُّوح" أحد رواد التصوير الفوتوغرافي والسينمائي في جدة، فقد انطلق أولًا في بيع كاميرات ومعدات التصوير عن طريق التجزئة منذ العام 1952 في متجر عائلته (محلات النعماني)، الواقعة على شارع الملك عبدالعزيز التجاري، ثم استقل في (استوديو صفوح) الواقع في عمارة عبد الله الفيصل، حيث كان يصور البورتريه الشخصي ويحمض الأفلام. بعد فترة من الزمن، حصل على موافقة شفوية من الأمير عبد الله الفيصل، وزير الداخلية السعودي آنذاك، لتصوير أول صور ملونة عن مكة المكرمة، والمسجد الحرام وموسم الحج. تعتني هيئة السياحة بكل ما تضمه مكتبة النعماني الثرية من أفلام ووثائق وصور تتعلق بتاريخ المملكة. توفي في بيروت عام 2016 عن عمرٍ يناهز التسعين عامًا.

## أعماله
لصفُّوح النعماني سلسلة تاريخية من التصوير الفوتوغرافي عرضت تحت عنوان (الحفاظ على زمن مضى)، جمعت مشاهد ولحظات نقلها من خلال رحلة استكشافه التوثيقية حول السعودية في منتصف القرن العشرين.
جاء الاحتفاء بالنعماني كأحد أهم المساهمين في التوثيق المرئي لتاريخ السعودية في عرض أعماله والتعريف بها، ضمن المعرض الفني المصاحب لـ(أسبوع مسك للفنون 2020) بالتعاون بين معهد مسك للفنون ومهرجان البحر الأحمر السينمائي الدولي، حيث عُرضت فيه أعمال النعماني صورًا سينمائية عن مدينة جدة، إضافة إلى فيلمه (الحج إلى مكة) من سنة 1963، الذي يُعد توثيقًا بصريًا تاريخيًا نادرًا للشعائر المقدسة، إذ جمعت مؤسسة مهرجان البحر الأحمر السينمائي الدولي، إنتاجه السينمائي لأول مرة ورممت خمس بكرات من الفيلم الخام، في معمل ترميم الأفلام في مدينة ميونيخ الألمانية.
ظهرت مشاعر النعماني تجاه تاريخ السعودية من خلال تقديمه للنقلات النوعية التي مرت بها المدينتان الغربيتان جدة ومكة، في تركيزه على دقة إظهاره لمعالمهما، في محاولة لتسليط الأهمية عليهما وعلى تاريخهما في فترة الخمسينيات والستينيات من القرن الماضي.

### فيلم الحج إلى مكة
صُور فيلم (الحج إلى مكة) بتصريح رسمي في موسم حج 1963، وهو فيلم تسجيلي ملون، مدته 35 دقيقة، قام منتجه بتحميضه في معامل (وليم بالمر فيلم) في سان فرانسيسكو. وظف فيه المصور خبرته في معرفة أدق تفاصيل مكة الجغرافية ليقدم وثيقة محلية غير استشراقية لرحلة قدوم الحجاج إلى مكة، تميزت بالمشاعر الإنسانية، وبالتركيز على التقاط المناظر الطبيعية والجمالية وإبراز الطقوس الدينية.
ولم يسبق أن عرض الفيلم من قبل سوى في عروض خاصة أو محدودة، قبل عرضه الرسمي الأول خلال مهرجان البحر الأحمر السينمائي الدولي، الذي قدم للجمهور لأول مرة بانوراما سينمائية عن مدينة جدة تتراوح تواريخ تصويرها من العام 1954 إلى 1968، تعود للمجموعة الفيلمية الخاصة بالمصور النعماني، حيث صورها بكاميرات 16 مللم شخصية، وهي تنطوي على مشاهد نادرة توثق تاريخ التحولات العمرانية والحضرية التي عاصرتها المدينة خلال عقدي الخمسينيات والستينيات الميلادية.
ولأن فيلم "الحج إلى بيت الله الحرام" كان الانطلاقة الحقيقية لشهرة "النعماني" فقد تحدث قبل وفاته باستفاضة عنه، يقول: «مع حلول موسم حج 1382هـ/1963م باشرت بالتصوير مركزًا على أن يكون إنتاجًا عالميًا، ولقيت كل مساعدة من الدوائر المعنية. بعد 9 شهور تقريبًا انتهت الأعمال الفنية في مدينة "سان فرانسيسكو" بكاليفورنيا، وظهر الفيلم "الحج إلى بيت الله الحرام" نسختين باللغتين العربية والإنجليزية عام 1383هـ/1964م؛ وحمداً لله نال إعجاب الجميع محليًا وعالميًا، المسلمين وغير المسلمين على حدٍ سواء. ويضيف: تعود فكرة إنتاج فيلم عن الحج إلى عام 1369هـ - 1950م؛ بعد مشاهدتي تغطية إخبارية سينمائية قصيرة من إنتاج "مصر"، لم تبين أي إحساس روحي اتجاه هذا الحدث المقدس.»

### فيلم لقطات من جدة
تتراوح مضامين فيلم (لقطات من جدة) بين أجواء احتفالات الأهالي بعودة جلالة الملك سعود سالمًا من رحلته العلاجية بالخارج العام 1954، ونصبهم أقواس النصر، إلى التقاط الحياة التجارية اليومية في مرفأ جدة. تتنوع لقطاته البانورامية بلقطات نادرة لواجهة المدينة البحرية على امتداد ميناء البنط القديم، وأخرى لساحة البيعة وفندق جدة بالاس وعمارة باخشب. كما يحتوي الفيلم على لقطات نادرة لهدميات شق الشارع الجديد (شارع الذهب) في العام 1964. يقارب الفيلم بين لقطات للبيوت التراثية في حارتي الشام واليمن بأخرى بانورامية لحارة البحر وشارع الملك عبدالعزيز بمبانيهما الأسمنتية الحديثة. وبين لقطات لساحل الصيد في ضاحية الرويس وبيوت السعف، مقابل الفيلات الفارهة حديثة البناء على طول طريق مكة القديم خارج سور البلدة التاريخي.